# Made in N.R.M.
Made in N.R.M. (pol. Wyprodukowano w N.R.M.) – kompilacyjny album białoruskiego zespołu rockowego N.R.M., wydany w lutym 1997 roku w formie kasety magnetofonowej przez czasopismo „Uszi”. Osiem pierwszych utworów na składance pochodzi z wydanego rok wcześniej albumu Odzirydzidzina, dwa ostatnie z debiutanckiej płyty zespołu ŁaŁaŁaŁa.

## Lista utworów
| Nr  | Tytuł utworu                   | Długość |
| --- | ------------------------------ | ------- |
| 1.  | „Mieła mamka try synočki”      | 4:24    |
| 2.  | „Pieśnia padziemnych žycharoŭ” | 5:31    |
| 3.  | „My sami pa sabie”             | 6:01    |
| 4.  | „Ślapy, hłuchi, durny”         | 5:24    |
| 5.  | „Lepiej nia budzie”            | 5:53    |
| 6.  | „Na vulicy majoj”              | 3:00    |
| 7.  | „Partyzanskaja”                | 3:22    |
| 8.  | „Na linii frontu”              | 3:06    |
| 9.  | „Chali-hali”                   | 3:12    |
| 10. | „Łałałała”                     | 3:37    |
|     |                                | 43:30   |

## Twórcy
- Lawon Wolski – wokal, gitara
- Pit Paułau – gitara, wokal wspierający
- Juraś Laukou – gitara basowa, wokal wspierający
- Aleh Dziemidowicz – perkusja, wokal wspierający
- Wiaczasłau Korań – realizacja nagrań